# Oliver-Hazard-Perry-Klasse
Die Oliver-Hazard-Perry-Klasse war eine Klasse von Fregatten, die von der United States Navy vor allem zur Geleitsicherung entworfen wurde. Sie mussten kostengünstig sein, um während des Kalten Krieges in großen Stückzahlen produziert werden zu können. Deshalb waren die Schiffe auch ein Exporterfolg. Drei Marinen bauten die Fregatten in Lizenz, vier kauften bei der US Navy ausgemusterte Einheiten. Sie stehen noch heute bei einigen der Exportkunden im Dienst.
Der Name der Klasse leitete sich von ihrer ersten Einheit ab, benannt nach Commodore Oliver Hazard Perry. Dieser hatte die amerikanischen Truppen im Britisch-Amerikanischen Krieg zum Sieg in der Schlacht auf dem Eriesee geführt.

## Geschichte

### Planung & Bau

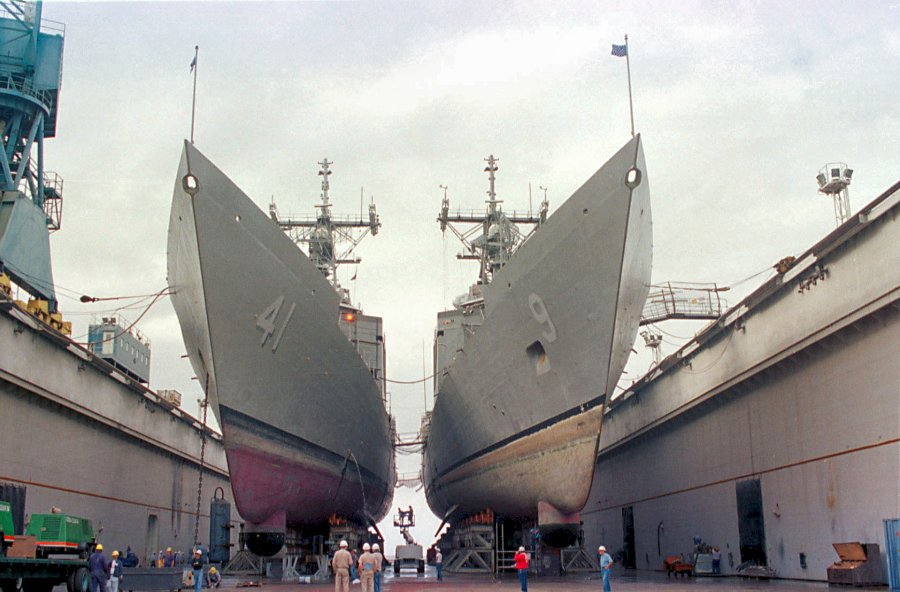
Wadsworth und McClusky nebeneinander im Trockendock

Die Oliver-Hazard-Perry-Klasse wurde zu Beginn der 1970er Jahre geplant und ging zurück auf den damaligen Chief of Naval Operations Elmo R. Zumwalt. Dieser schuf die Klasse unter der Bezeichnung Patrouillenfregatte. Die Schiffe wurden von der Werft Bath Iron Works in Maine in Zusammenarbeit mit den New Yorker Schiffsarchitekten Gibbs & Cox entworfen. Der Entwurfsprozess war insofern bemerkenswert, als der ursprüngliche Entwurf von Raye Montague, einer zivilen Marineingenieurin der US-Marine, innerhalb von 18 Stunden mit Hilfe von Computern erstellt wurde, womit es sich um das erste am Computer entworfene Schiff handelte.
1975 erfolgte die Umklassifizierung als Lenkwaffenfregatte (FFG), die Kennnummern begannen bei FFG-7, eigentlich ein Verstoß gegen die Klassifizierungsvorschriften, da die in Amerika für Spanien gebaute Baleares-Klasse die Kennungen DEG-7 bis DEG-12 erhalten hatte, wobei DE für Geleitzerstörer (Destroyer Escort) steht, was synonym zu Fregatte ist.
Der Bau der amerikanischen Einheiten erfolgte auf drei Werften. Dies waren an der Westküste zwei Werften der Todd Pacific Shipyards in Seattle, Washington, und San Pedro, Kalifornien, sowie an der Ostküste von Bath Iron Works in Bath, Maine. Von der Kiellegung bis zum Stapellauf vergingen dabei knapp 12 Monate, danach verbrachten die Schiffe bis zur Indienststellung zwischen 12 und 20 Monaten an der Ausrüstungspier. Die Kosten für eine Einheit beliefen sich auf knapp über 200 Mio. US-Dollar, wovon rund 50 Mio. Dollar an die Bauwerft gingen.

### Modifikationen
Die Oliver-Hazard-Perry-Klasse wurde in zwei Konfigurationen gebaut. Es wird unterschieden zwischen short-hull und long-hull (kurzer bzw. langer Rumpf). Erstere Einheiten sind 8 Fuß (etwa 2,5 Meter) kürzer als die moderneren long-hulls; die Wasserlinie ist bei beiden Typen gleich. Die Verlängerung wurde durch Abknicken des Heckspiegels um 45° erreicht. Der Hauptunterschied besteht in der Verlagerung der Spill achtern auf ein Deck unter dem Landedeck, wodurch größere Helikopter vom Deck aus operieren können.

### Betreiber

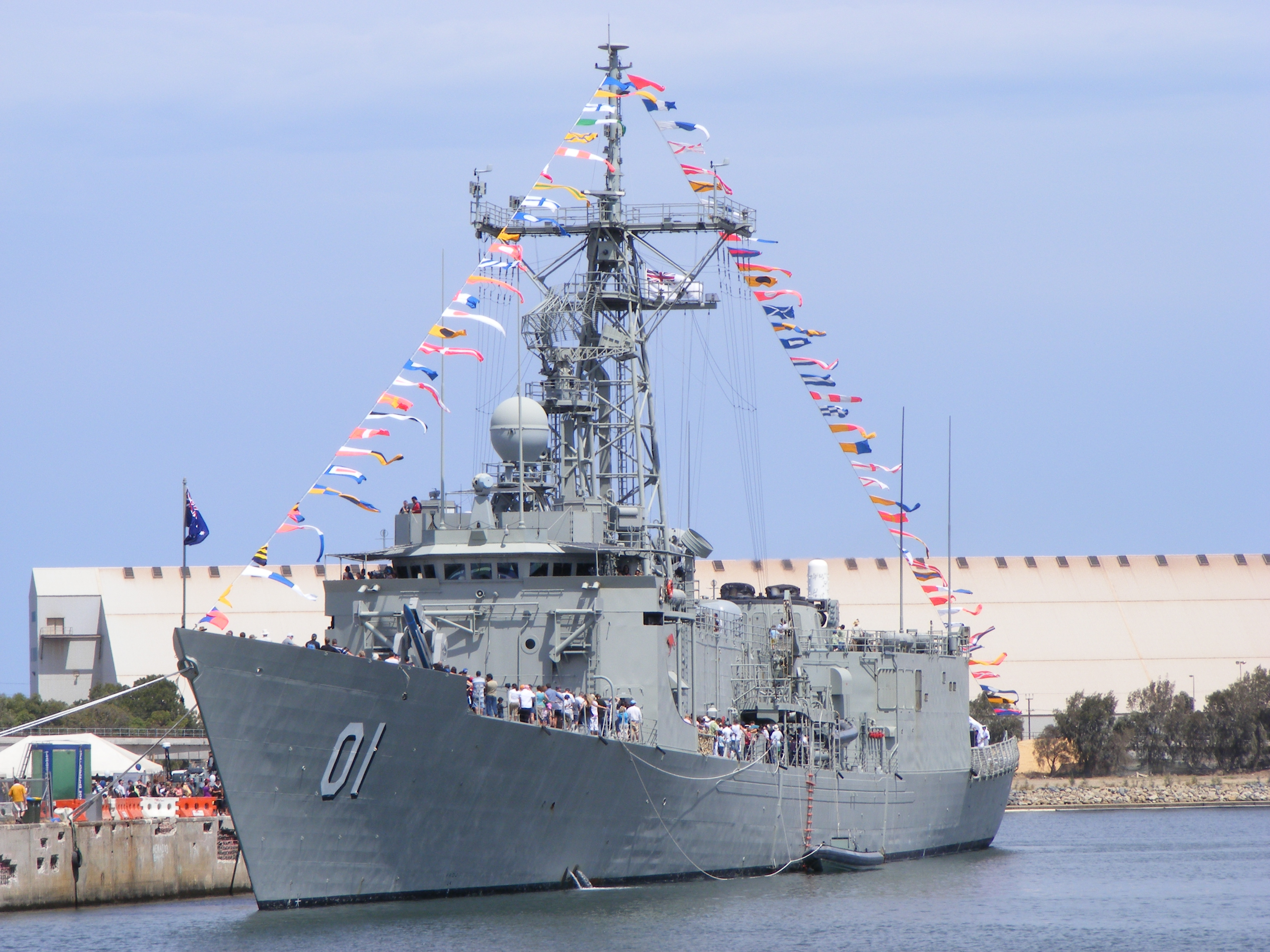
Die australische HMAS Adelaide

55 Einheiten wurden in den Vereinigten Staaten gebaut, davon waren vier Einheiten für die australische Marine (dort als Adelaide-Klasse), die außerdem zwei Einheiten im eigenen Land bauen ließ. Die spanische Marine ließ sechs Einheiten (Santa-María-Klasse) unter Lizenz in der eigenen Bazan-Werft fertigen, während die Marine der Republik China acht Perries auf Taiwan baute (Cheng-Kung-Klasse). Die bei der US Navy außer Dienst gestellten Short-Hull-Einheiten wurden verkauft, die polnische Marine bekam zwei Schiffe; an die türkische Marine gingen sieben Einheiten plus ein Rumpf zum Ausschlachten. Außerdem gingen vier Einheiten an die ägyptische und eine an die bahrainische Marine. Die pakistanische Marine erhielt 2010 die erste Fregatte, eine der long hulls.
Die vier für Australien produzierten Einheiten wurden später auf den langen Standard umgebaut. Sie sind nun, wie alle Schiffe der australischen Adelaide-Klasse, mit 138 Metern länger als die übrigen Schiffe der Oliver-Hazard-Perry-Klasse. Ihre Verdrängung wird durch die Umbauten eines Modernisierungsprogramms auf 4200 Tonnen erhöht. Die spanischen Schiffe sind mit 14,3 Metern (m) etwas verbreitert worden, während die Taiwaner ihre Schiffe mit eigener Elektronik ausgestattet haben.

### Gegenwart und Zukunft
Seit der Außerdienststellung der USS Simpson im September 2015 als letzter Einheit in Diensten der US Navy werden Perry-Klasse-Fregatten nur noch von den Exportkunden betrieben. Die Marine Taiwans betreibt alle acht gebauten Einheiten, die spanische alle sechs. Die Royal Australian Navy stellte 2005 und 2008 die ersten beiden, ältesten Schiffe (HMAS Adelaide und HMAS Canberra) außer Dienst; die übrigen australischen Einheiten wurden zwischen 2004 und 2007 modernisiert und sollten noch bis Mitte der 2010er Jahre im Dienst bleiben. 2015 und 2017 wurden HMAS Sydney und HMAS Darwin außer Dienst gestellt. Die beiden letzten australischen Einheiten wurden 2019 an Chile verkauft.
Zwei Einheiten werden von der polnischen Marine betrieben.
Bei der US Navy wurden die Perrys zunächst nicht durch ein klassisches Fregattenmodell, sondern durch so genannte Littoral Combat Ships (LCS) (dt.: Küstenkampfschiffe) ersetzt, von denen es zunächst zwei Klassen, die Freedom und die Independence-Klasse, gibt. 2017 startete die US Navy mit dem FFG(X)-Programm die Suche für einen Nachfolger für die Perrys.

## Technik

### Rumpf

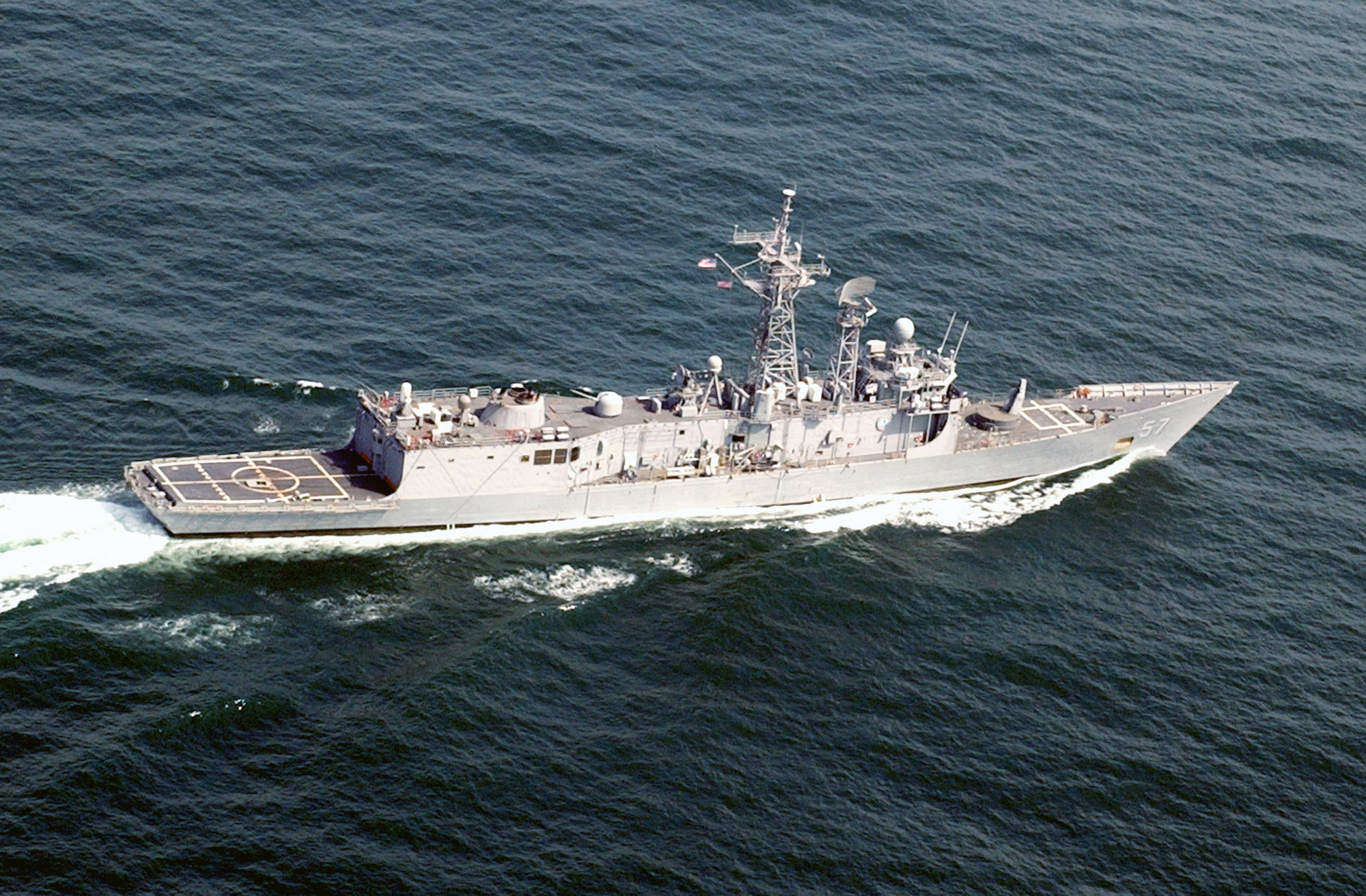
Das durchgängige Deckshaus der Reuben James

Der Rumpf der Perry-Fregatten ist 133,5 bzw. 135,9 Meter lang und 13,7 Meter breit. Der Tiefgang über dem Sonardom am Bug liegt bei 7,5 Metern. Die Verdrängung der ersten Einheiten (mit kurzem Rumpf) lag bei rund 3600 ts, wurde aber durch die Verlängerung und andere Änderungen der Elektronik auf bis zu 4100 ts (voll beladen) gesteigert.
Eher ungewöhnlich ist die Form des Deckshauses, das sich über etwa die halbe Länge des Schiffes erstreckt. In der Mitte verjüngt sich das Deckshaus. Vor der Verjüngung befinden sich neben der Brücke auch Radar-, Sonar- sowie Funkräume. Der Teil achtern wird von einem Hangar für zwei Helikopter eingenommen. Vorne auf dem Deckshaus befinden sich zwei Masten für Radargeräte, im hinteren Drittel befindet sich der flache Schornstein.

### Antrieb
Die Einheiten der Perry-Klasse werden angetrieben von zwei Gasturbinen vom Typ LM 2500, die auf die einzige Welle des Schiffes mit fünfblättrigem Propeller wirken und 41.000 hp (31 MW) leisten. Die Geschwindigkeit wird mit mehr als 29 Knoten (54 km/h) angegeben; mit einer Turbine auf Volllast sollen die Einheiten bis zu 25 Knoten (46 km/h) erreichen können. Falls die Turbinen ausfallen, gibt es zwei elektrische Hilfsantriebe, die am Bug ausgefahren werden können, jeweils gut 350 hp (261 kW) leisten und mit denen die Einheiten bis zu sechs Knoten (elf km/h) erreichen können, die aber auch beim Anlegen helfen.

### Bewaffnung

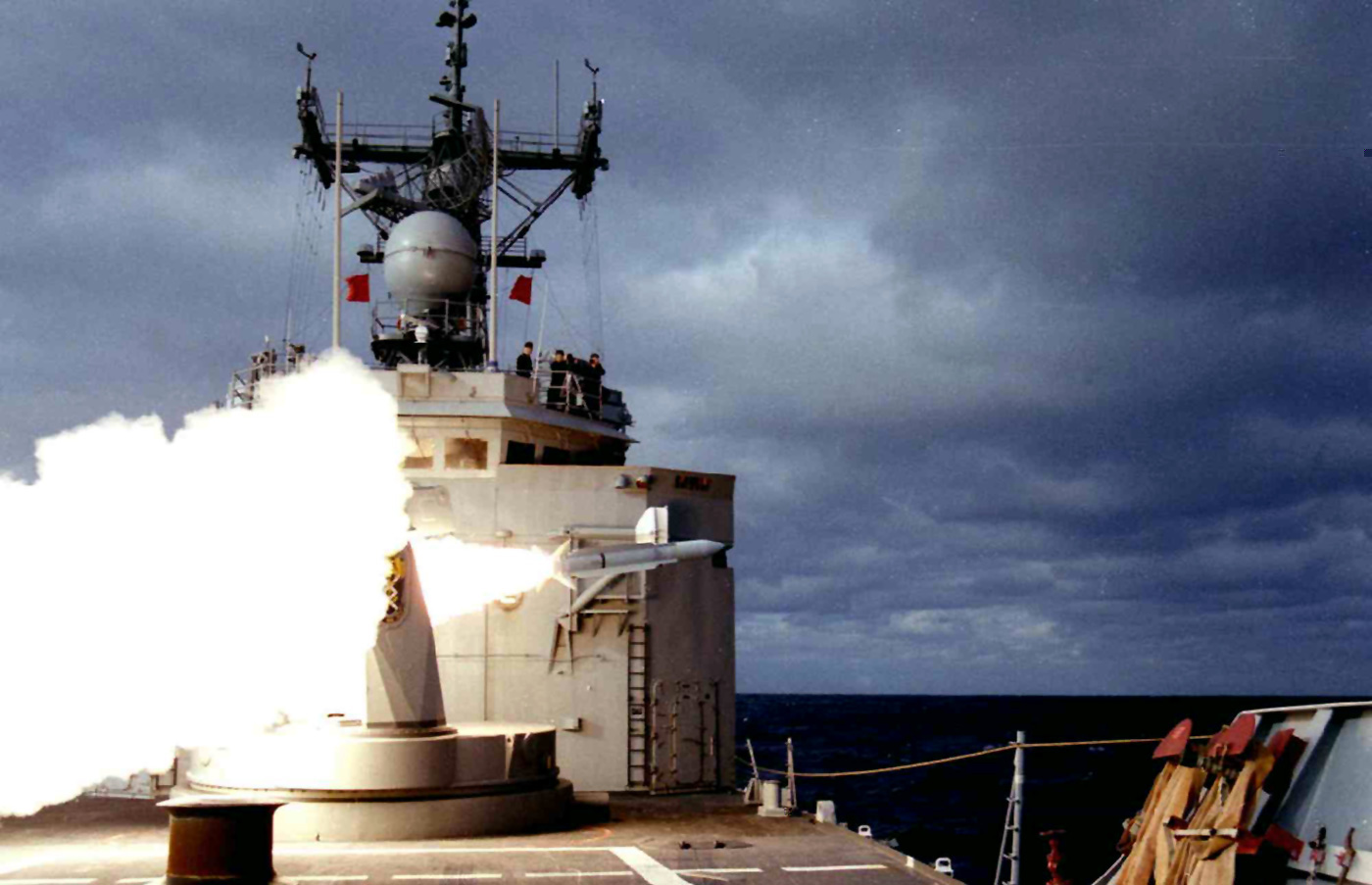
Start einer Standard Missile 1996 von Bord der Thach

Bei Indienststellung war die Hauptbewaffnung ein Einzelstarter Mk. 13 für Flugabwehrraketen vom Typ Standard Missile (genauer SM1-MR für Medium Range, dt.: mittlere Reichweite). Neben 36 dieser SM-1 lagerten im Magazin noch vier Seezielflugkörper AGM-84 Harpoon. Anfang des 21. Jahrhunderts wurde die SM1-MR jedoch auf Grund der geringen Effektivität gegen niedrig fliegende Ziele von der US Navy außer Dienst gestellt. Deshalb wurden die Starter von den Schiffen entfernt. Aus Kostengründen wurde kein anderes System nachgerüstet. Dies bezieht sich lediglich auf die US-amerikanischen Einheiten. Die von anderen Marinen betriebenen Einheiten besitzen den Mk.-13-Starter noch.
Die Geschütz-Bewaffnung besteht aus einem mittschiffs auf dem Deckshaus platzierten 76-mm-Geschütz Mk. 76 der Kaliberlänge 62 von Oto Melara. Dieses verschießt bis zu 80 Projektile pro Minute auf eine Reichweite von bis zu 10 Seemeilen und kann gegen See- und Luftziele eingesetzt werden. Die Nahbereichsflugabwehr wird von einer 20-mm-Gatling-Kanone vom Typ Phalanx CIWS sichergestellt, die sich am achteren Ende des Deckshauses befindet. Gegen U-Boote kann eine Perry zwei Drillings-Torpedorohre zum Einsatz bringen, die sich beidseits mittschiffs auf dem Deck befinden und je drei Torpedos der Typen Mk. 46 oder Mk. 50 einsetzen können. Die Helikopter können entweder gegen U-Boote oder gegen Überwasserkriegsschiffe eingesetzt werden.

### Elektronik

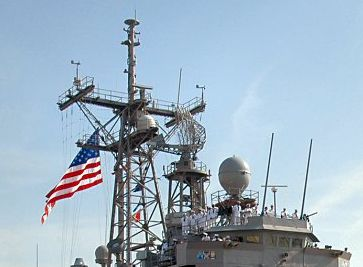
Die Masten der Taylor

Das Luftverteidigungsradar der Einheiten ist das SPS-49 von Raytheon mit einer Reichweite von bis zu 300 Seemeilen. Es befindet sich auf dem vorderen Mast. Als Oberflächensuchradar wird das SPS-55 verwendet, das Ziele bis in eine Entfernung von 50 Seemeilen aufspüren kann. In dem runden Radom auf dem Gestell oberhalb der Brücke befindet sich ein Mk. 92-Feuerleitsystem, das nunmehr nur noch für die Feuerleitung des Geschützes zuständig ist, jedoch auch für die der Raketen eingesetzt wurde. Das Sonarsystem besteht aus dem SQS-56, das am Bug unter einer Gummiabdeckung angebracht ist und sowohl aktiv als auch passiv arbeiten kann. Die längeren Einheiten besitzen außerdem ein SRQ-19-Schleppsonar. Die Daten aus den beiden Sonaranlagen werden anschließend im SQQ-89 U-Jagd-System zusammengeführt.
Für elektronische Kampfführung befindet sich das AN/SLQ-32 an Bord. Die Antennen, die sich zwischen den Deckhäusern befinden, können für Fernmelde- und elektronische Aufklärung sowie als Störsender eingesetzt werden. Ebenfalls zum AN/SLQ-32-Paket gehört das Mark 36 SRBOC, das Düppel und Flares in die Luft schießt, die anfliegende Raketen sowohl mit Radar- wie auch mit Infrarotsuchkopf vom Schiff ablenken sollen. Als Täuschkörpersysteme dienen das Nixie, ein unter Wasser geschleppter Schwimmkörper, der zum Schutz gegen Torpedos die Schiffsgeräusche imitiert, sowie Nulka, ein ähnliches System gegen anfliegende Seezielflugkörper.

### Luftfahrzeuge

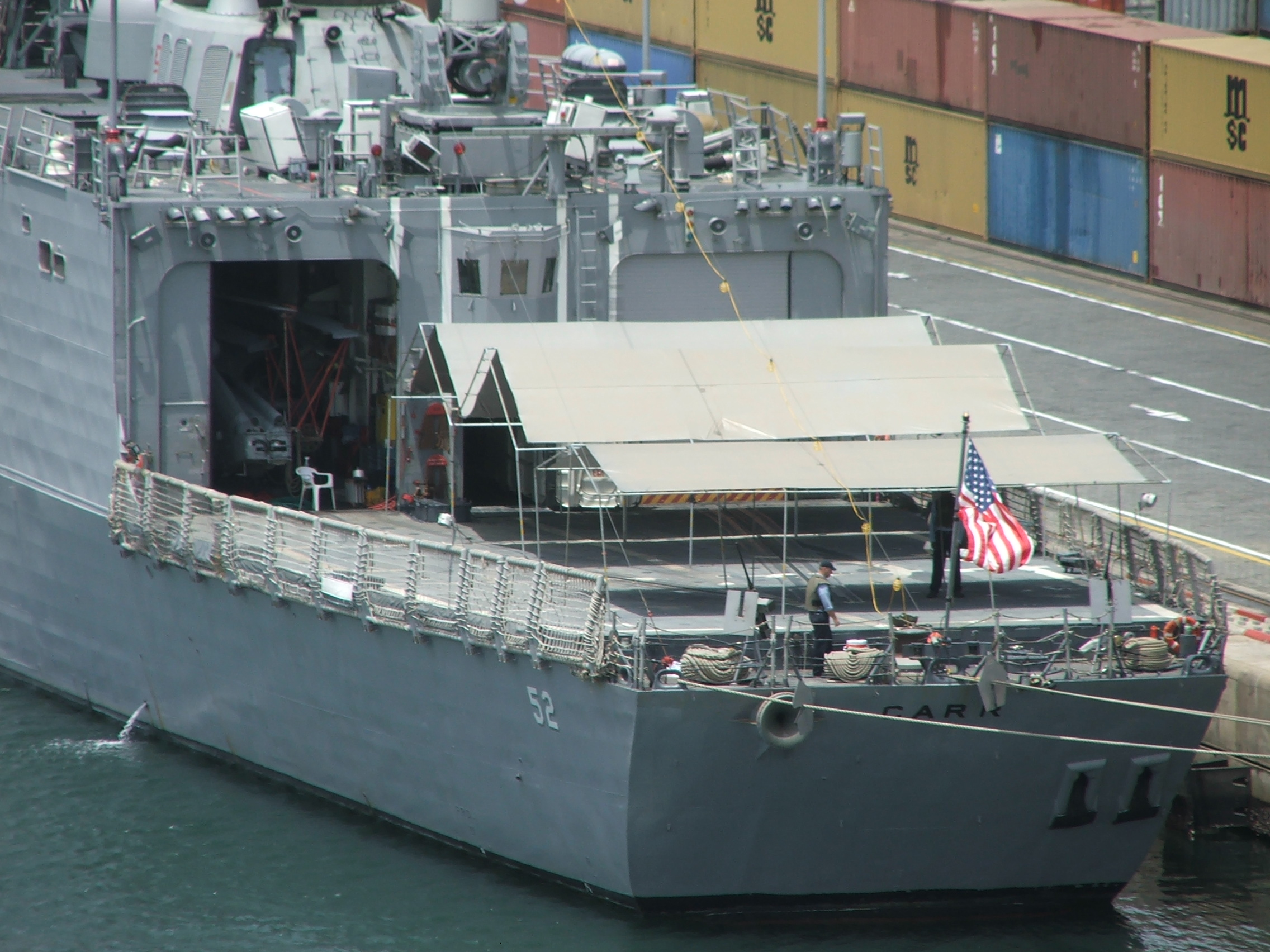
Detail, Hangar und Heck

Die Schiffe der Oliver-Hazard-Perry-Klasse setzen für die U-Jagd zwei Sikorsky SH-60 Seahawk ein, die von dem Landedeck am Heck des Schiffes operieren und in einem Hangar am achteren Ende des Deckshauses geschützt transportiert werden können. Um den Helikopter auch bei starkem Seegang einholen zu können, wurde RAST (Recovery Assist Securing and Traversing) an Bord installiert, eine Winsch, die am Seahawk eingehakt werden und der Helikopter so „an Bord gezogen“ werden kann.
Die short-hulls konnten nur zwei Kaman SH-2 Seasprite von ihrem Landedeck operieren lassen, da das Spill, das sich an der achteren Deckskante befand, dem längeren Heckausleger des Seahawk im Wege gewesen wäre.

## Einsatzprofil
Das Einsatzprofil für die Fregatten sah vor, als Geleitschutz für Flugzeugträger beziehungsweise Flaggschiffe, aber auch unbewaffnete Frachtkonvois, zu dienen. Dies sollte im Zusammenspiel mit den Fregatten der Knox-Klasse geschehen, die speziell für die Kriegsführung gegen Unterseeboote ausgerüstet sind, während die Perry-Klasse für Luftverteidigung zuständig war. Seit der Entfernung der Flugabwehrraketen jedoch haben die Perries jede Abwehrkapazität gegen Luftziele verloren, weshalb sie für die Bewachung unbewaffneter Konvois nur geringen Nutzen bringen. Dieser Nutzen liegt vor allem in ihren Helikoptern, mit denen U-Boote über Tauchsonar und Sonarbojen aktiv aufgespürt und angegriffen werden können.
Ihre Hauptaufgabe liegt heute im Einsatz innerhalb von Flugzeugträgerkampfgruppen beziehungsweise innerhalb von Task Forces. Hierbei werden sie zur Zonenverteidigung gegen anfliegende Flugkörper sowie als Radarvorposten eingesetzt. Als solches wurden Schiffe der US Navy, aber auch der spanischen Marine, unter anderem im persischen Golf eingesetzt.

## Unfälle und Beschädigungen

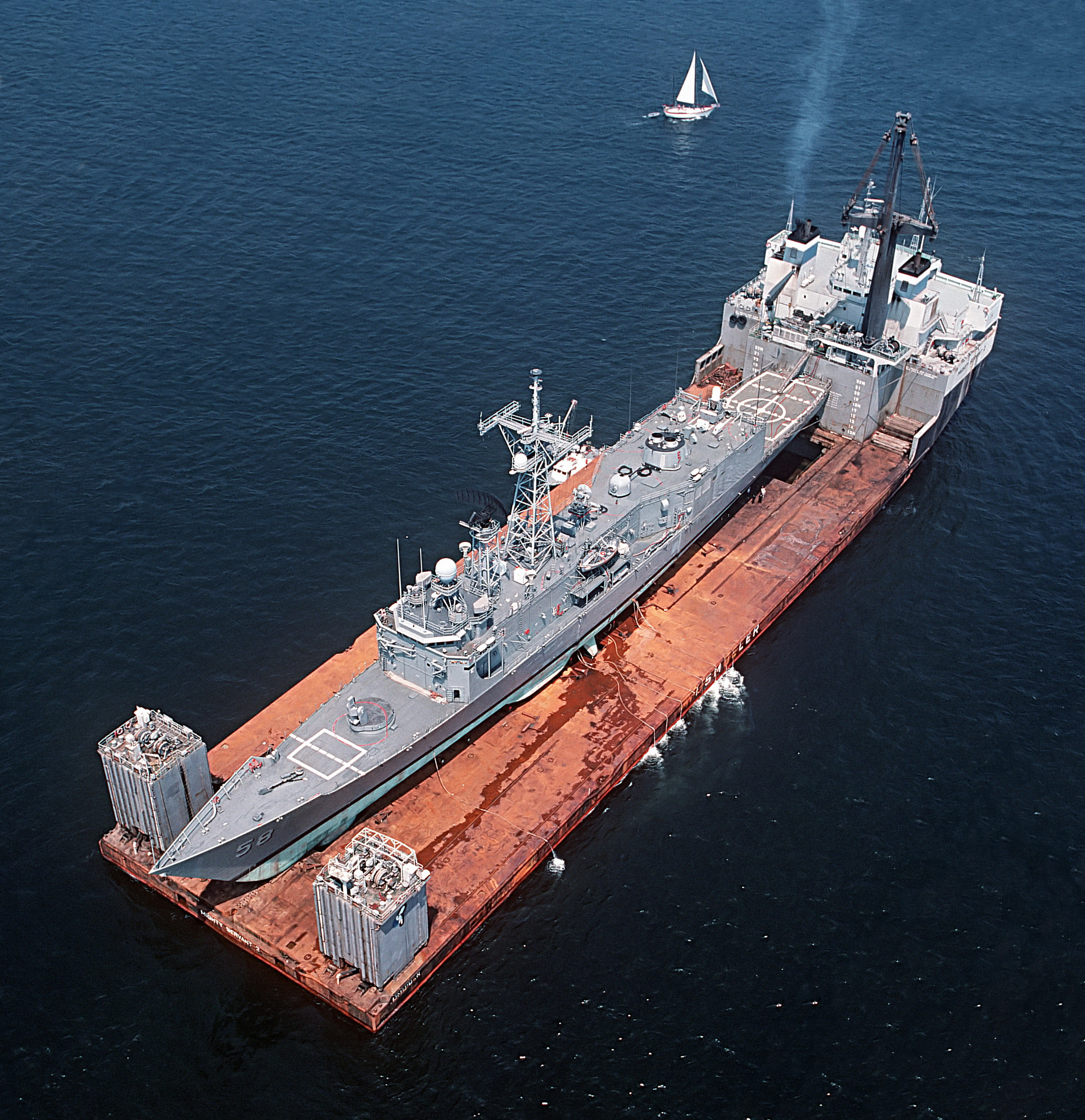
Die Samuel B. Roberts auf dem Halbtaucherschiff Mighty Servant 2

Neben mehreren kleineren Beschädigungen durch Grundberührung und Kollisionen während Übungseinsätzen wurden zwei Einheiten der Klasse im Iran-Irak-Krieg schwer beschädigt. Die erste war die Stark, die am 17. Mai 1987 von zwei irakischen Exocet-Flugkörpern getroffen wurde. Dabei starben 37 Besatzungsmitglieder, und 21 wurden verletzt. Am Schiff entstand ein Schaden in Höhe von 142 Mio. Dollar.
Am 14. April 1988 lief die Samuel B. Roberts im selben Konflikt auf eine iranische Seemine, wobei ein Loch von fünf Metern in den Rumpf gerissen und der Maschinenraum geflutet wurde. Zehn Seeleute wurden verletzt. Das Schiff wurde vom Halbtaucherschiff Mighty Servant 2 zurück in die Vereinigten Staaten gebracht.